# Nerax nigritarsis
Nerax nigritarsis là một loài ruồi trong họ Asilidae. Nerax nigritarsis được Hine miêu tả năm 1919. Loài này phân bố ở vùng Tân nhiệt đới.